# Cicindela albissima
Cicindela albissima (лат.) — вид жуков-скакунов из семейства жужелиц. В 1962 был описан в качестве подвида Cicindela limbata albissima, но затем анализ митохондриальной ДНК показал его самостоятельность. От других Cicindela эту жужелицу можно отличить по ограниченном ареалу и отсутствию пигментации на надкрыльях.

## Распространение
Ареал охватывает часть парка Coral Pink Sand Dunes State Park в американском штате Юта. Однако граница штата Аризона находится в непосредственной близости от границы ареала вида.